# Pandemis
A Pandemis a valódi lepkék (Glossata) alrendjébe tartozó sodrólepkefélék (Tortricidae) családjának egyik neme. Több faja hazánkban is honos.

## Elterjedése, élőhelye
Megtalálhatjuk egész Európában, valamint Ázsia nagy részén. Gyakorisága és jelentősége változó.

## Megjelenése
Az imágó 5–10 mm hosszú, a hímek a kisebbek. Petéi lapítottak, csoportokba rakva elcsúszva fedik egymást. A kifejlett lárva 12–20 mm hosszú, a báb úgynevezett fedett báb.

## Életmódja
Megjelenése és tömeges felszaporodása évjárattól és termőhelytől független; nagyobb populáció bárhol és bármikor kikelhet. A fiatal hernyók telelnek át; a lepkék májusban, illetve július-augusztusban repülnek.
A hernyók többsége polifág. Hazánkban a legtöbb fajnak évente két nemzedéke kel ki, melegebb éghajlaton több. A második nemzedék feltűnő kárt a gyümölcsök megrágásával okoz, az első rügyeket, hajtásvégi leveleket, bimbókat és virágokat károsít.

## Rendszerezés
A nembe az alábbi fajok:
- Pandemis acumipenita
- Pandemis canadana
- Pandemis capnobathra
- Pandemis caryocentra
- Pandemis cataxesta
- Kerti sodrómoly (Pandemis cerasana, Pandemis ribeana)
- Pandemis cerioschema
- Pandemis chlorograpta
- Pandemis chondrillana
- Pandemis cinnamomeana
- Pandemis corylana
- Pandemis croceocephala
- Pandemis croceotacta
- Pandemis crocograpta
- Pandemis curvipenita
- Pandemis dispersa
- Pandemis dryoxesta
- Mocsári sodrómoly (Pandemis dumetana)
- Pandemis electrochroa
- Pandemis emptycta
- Pandemis euryloncha
- Pandemis eustropha
- Pandemis fulvastra
- Pandemis griveaudi
- Ligeti sodrómoly (Pandemis heparana)
- Pandemis ianus
- Pandemis ignescana
- Pandemis inouei
- Pandemis isotetras
- Pandemis lamprosana
- Pandemis lichenosema
- Pandemis limitata
- Pandemis marginumbra
- Pandemis metallochroma
- Pandemis minuta
- Pandemis monticolana
- Pandemis niphostigma
- Pandemis oculosa
- Pandemis orophila
- Pandemis pauliani
- Pandemis perispersa
- Pandemis phaedroma
- Pandemis phaenotherion
- Pandemis phaiopteron
- Pandemis piceocola
- Pandemis plutosema
- Pandemis pyrusana
- Pandemis quadrata
- Pandemis rectipenita
- Pandemis refracta
- Pandemis regalis
- Pandemis retroflua
- Pandemis rotundata
- Pandemis sclerophylla
- Pandemis stalagmographa
- Pandemis stipulaceana
- Pandemis straminocula
- Pandemis striata
- Pandemis subovata
- Pandemis tarda
- Pandemis thomasi
- Pandemis xanthacra
- Pandemis xylophyes